# Louis van Son

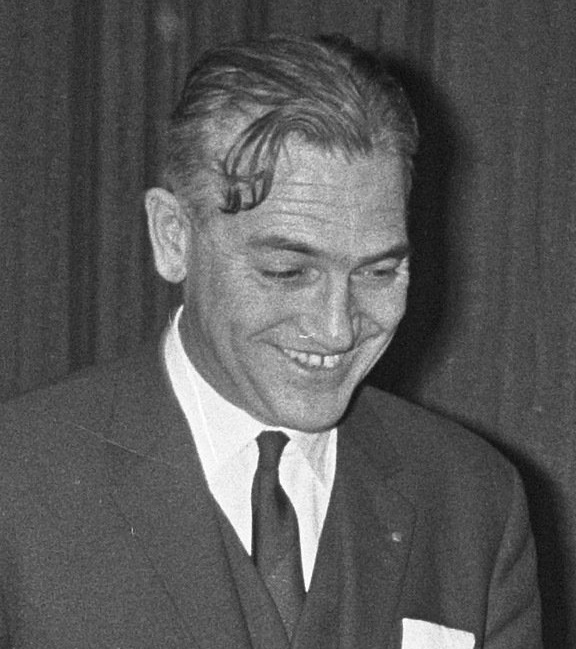
Louis van Son (1967)

Louis Joseph Marie van Son (* 22. Mai 1922 in Tilburg, Provinz Nordbrabant; † 27. Januar 1986 in Amsterdam) war ein niederländischer Wirtschaftsmanager und Politiker der Katholieke Volkspartij (KVP), der unter anderem Mitglied der Zweiten Kammer der Generalstaaten sowie Staatssekretär war.

## Leben

### Studium und berufliche Laufbahn
Der aus einer Kaufmannsfamilie stammende van Son arbeitete nach dem Besuch der Hogere Burgerschool sowie des römisch-katholischen Sint Odulphus Lyceum in Tilburg zwischen 1939 und 1941 als Beamter und Sekretär bei der Stadtverwaltung Tilburg, ehe er ein Studium der Wirtschaftswissenschaften an der dortigen Katholischen Wirtschaftshochschule begann. Dieses konnte er jedoch nicht beenden, sondern musste zwischen 1943 und 1945 in Deutschland arbeiten. Nach Ende des Zweiten Weltkrieges nahm er 1945 sein Studium an der Katholischen Wirtschaftshochschule Tilburg wieder auf und schloss dieses am 22. November 1948 ab.
Im Anschluss arbeitete van Son zwischen 1948 und 1953 als Sekretär des Allgemeinen Katholischen Arbeitgeberverbandes AKWV (Algemene Katholieke Werkgeversvereniging) sowie danach vom 1. Januar 1953 bis November 1966 als stellvertretender Direktor der Dachziegelfabrik N.V. Dakpannen- en Kleiwarenindustrie De Valk v/h J. Meuwissen in Echt. Gleichzeitig wurde er 1958 Arbeitgebervertreter im Berufungsrat (Raad van Beroep) von Roermond.

### Mitglied der Zweiten Kammer der Generalstaaten und Staatssekretär

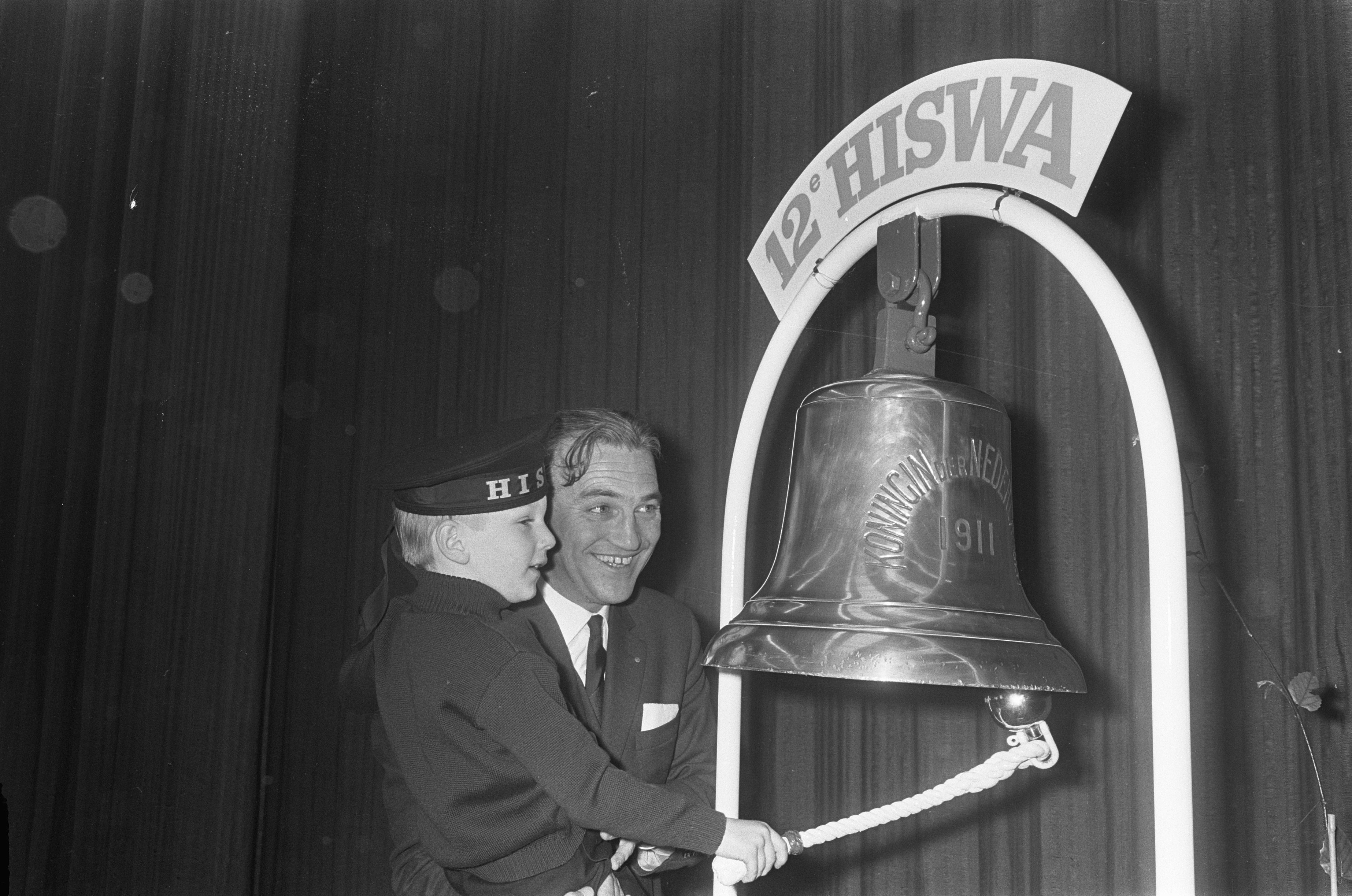
Louis van Son bei der Eröffnung der Messe für Wassersportbedarf der HISWA 1967.

Neben dieser beruflichen Tätigkeit war er vom 5. Juni 1963 bis 28. November 1966 erstmals als Vertreter der Katholieke Volkspartij (KVP) Mitglied der Zweiten Kammer der Generalstaaten. Während dieser Zeit war er zeitweilig wirtschaftspolitischer Sprecher der KVP-Fraktion.
Am 28. November 1966 wurde van Son von Ministerpräsident Jelle Zijlstra zum Staatssekretär für den Mittelstand im Wirtschaftsministerium (Ministerie van Economische Zaken) ernannt und bekleidete diese Funktion im Kabinett Zijlstra bis zum 5. April 1967.
Nachdem er vom 23. Februar bis zum 18. April 1967 wieder Mitglied der Zweiten Kammer der Generalstaaten war, wurde er am 18. April 1967 vom neuen Ministerpräsidenten Piet de Jong zum Staatssekretär für Mittelstand, Tourismus und Handelsbeziehungen im Wirtschaftsministerium berufen und übte dieses Amt im Kabinett De Jong bis zum 6. Juli 1971 aus. Zugleich war er seit dem 15. Januar 1970 als Staatssekretär auch für regionale Industrialisierung, auswärtige Wirtschaftsbeziehungen und Exportförderung verantwortlich.
Am 11. Mai 1971 wurde van Son wieder Mitglied der Zweiten Kammer der Generalstaaten und gehörte dieser nunmehr bis zum 7. Dezember 1972 an. Daneben gehörte er von September 1971 bis März 1973 als Mitglied der Nordatlantischen Versammlung an. Für seine politischen Verdienste wurde er am 17. Juli 1971 zum Kommandeur des Orden von Oranien-Nassau ernannt.
1972 wurde er schließlich Vorsitzender des Aufsichtsrates des Nationalen Tourismusbüros NBT (Nationaal Bureau voor Toerisme) und war außerdem bis zu seinem Tod Mitglied des Aufsichtsrates der Kleber- und Gelatinefabrik Trobas in Dongen sowie Vorsitzender des Aufsichtsrates der Einkaufsgemeinschaft B.V. Inkoopcombinatie Samen Sterk. Darüber hinaus fungierte er bis zu seinem Tod auch als Vorsitzender der Produktionsgemeinschaft für destillierte Getränke, als Vorsitzender der Stiftung für verantwortungsbewussten Alkoholkonsum STIVA (Stichting Verantwoord Alcoholgebruik) und als Vorsitzender der Vereinigung für Verhaltenstherapie (Vereniging voor Gedragstherapie).